# عبد الكريم الجيعان
عبد الكريم عامر الجيعان لاعب كرة قدم سعودي ، يلعب كحارس مرمى.

## مسيرة اللاعب
لعب في نادي الاتفاق ونادي القيصومة ونادي النعيرية.